# Эвтаназия в Швейцарии
Активная эвтаназия в Швейцарии запрещена, но предоставление средств для совершения самоубийства является законным, при условии, что действие, непосредственно приводящее к смерти, совершается самим желающим умереть. В 2014 году было совершено 752 ассистированных самоубийства (330 мужчин, 422 женщины) по сравнению с 1,029 обычными самоубийствами (754 мужчины, 275 женщин); большинство ассистированных самоубийств касалось пожилых людей, страдающих неизлечимыми заболеваниями. Услуги организаций, занимающихся эвтаназией, широко используются иностранцами, что критики называют суицидальным туризмом. По состоянию на 2008 год 60 % от общего числа самоубийств, в которых содействовала организация Dignitas, были совершены немцами.

## Правовой статус
Согласно Уголовному кодексу Швейцарии от 1937 года, статьёй 115 признаётся преступным «подстрекательство или содействие самоубийству из корыстных побуждений»:
Любое лицо, которое из корыстных побуждений подстрекает или помогает другому лицу совершить или попытаться совершить самоубийство (если это другое лицо впоследствии совершает или пытается совершить самоубийство), подлежит наказанию в виде лишения свободы на срок не более пяти лет или денежному штрафу.
Уголовно наказуема, согласно статье 114 кодекса, любая активная роль в добровольной эвтаназии («непредумышленное убийство») вне зависимости от того, совершается ли она из корыстных или «благородных побуждений» (например, убийство из сострадания). Однако из-за формулировки кодекса ассистированное самоубийство, совершённые из неэгоистических побуждений (так, смертельно опасные препараты могут быть назначены при условии, что пациент принимает активное участие в введении препарата) не наказуемо. При этом сам акт введения смертельной инъекции или иные формы активной эвтаназии запрещены. Швейцарское законодательство разрешает только предоставление средств для совершения самоубийства, а причины для этого не должны быть основаны на личных интересах (например, денежная выгода). 
В связи с этой правовой ситуацией в Швейцарии в 1980-х годах были созданы первые некоммерческие организации, занимающиеся оказанием медицинской помощи по прекращению жизни. Фактически допускается помощь иностранным гражданам при добровольной эвтаназии, что привело к появлению «суицидального туризма».
Полиция может начать расследование по факту любого самоубийства с посторонней помощью. Однако поскольку до сих пор не было совершено ни одно подобное преступление с корыстным мотивом, подобные уголовные дела чаще всего остаются открытыми в течение длительного промежутка времени или просто закрываются без последствий. Судебное преследование начинается в том случае, если возникнут малейшие сомнения в возможности пациента сделать осознанный выбор или в мотивации у любого, кто оказывал помощь при эвтаназии. Несмотря на то что не существует никаких законов относительно допустимых причин самоубийства, крупные швейцарские некоммерческие организации, занимающиеся подобными услугами, могут потребовать, чтобы было диагностировано неизлечимое заболевание.

## Дебаты
3 ноября 2006 года Федеральный суд Швейцарии отклонил иск против департамента здравоохранения кантона Цюрих, который был подан мужчиной, страдавшим биполярным аффективным расстройством и требовавшим выдачи пентобарбитала для эвтаназии. Суд постановил, что серьёзное психическое расстройство, сходное с соматическим, может вызвать страдания у пациента, из-за чего тот может задуматься о самоубийстве, но признал, что нельзя убедить государство в том, что оно обязано как-либо содействовать в обеспечении доступности веществ, используемых для эвтаназии, исходя из Федеральной конституции Швейцарии и статьи 8 ЕКПЧ.
На референдуме 15 мая 2011 года избиратели кантона Цюрих подавляющим большинством голосов выступили против запрета ассистированных самоубийств (в том числе и для иностранцев): на голосовании о запрете подобной деятельности из 278 тысяч голосовавших 85 % высказались против запрета в принципе, 78 % — против запрета для иностранцев.
В 2007 году в журнале Hastings Center Report биоэтик Джейкоб Аппель выступил за введение запрета на эвтаназию в США, ссылаясь на опыт Швейцарии.